# Кассари
Кассари (эст. Kassari) — остров на западе Эстонии. На острове расположен объект культурного наследия Эстонии, часовня Кассари.
На острове расположен музей, посвящённый Айно Марии Каллас, и Музей Хийумаа. Последний был основан как частный музей учителем и фольклористом Волли Мёумбаедом и спустя два года получил статус государственного; в нём собраны коллекции по морской истории, сельскохозяйственной жизни, царской эпохе, о первой независимости Эстонии и о советском периоде.